# Saša Klimt
Saša Klimt, (4. února 1928 – 22. dubna 2018) byl český motocyklový závodník. Po skončení závodní kariéry připravoval závodní automobily pro Vladimíra Hubáčka a měl pověst jednoho z nejuznávanějších mechaniků. V roce 2009 se stal prvním laureátem Ceny Františka Šťastného v rámci ankety Zlatý volant. Své trofeje v roce 2011 věnoval Národnímu technickému muzeu v Praze. Patřil mezi zakladatele motoristické Dukly Praha.

## Závodní kariéra
V letech 1954-1959 byl čtyřnásobným vítězem Mezinárodní motocyklové šestidenní v Trophy týmu, celkem startoval v patnácti ročnících, z toho jedenáctkrát dojel bez trestných bodů na zlatou medaili. Poprvé startoval v roce 1947 ve Zlíně jako soukromý jezdec, soutěž po technické závadě v poslední etapě nedokončil. Jako soukromý jezdec startoval i další rok v San Remu, kdy se dvěma trestými body dojel na stříbrnou medaili. Naposledy startoval v Šestidenní v roce 1965 na ostrově Man.
Zúčastňoval se i motokrosových a silničních motocyklových závodů. Dokázal s Oldřichem Hamršmídem na dvouválcové Jawě 350 cm³ zvítězit ve vytrvalostním silničním čtyřiadvacetihodinovém závodě Bol d'Or ve Francii. Všechny úspěchy sbíral s motocykly Jawa.